# Pittem
Pittem ist eine belgische Gemeinde in der Region Flandern mit 6946 Einwohnern (Stand 1. Januar 2024), die aus dem Hauptort Pittem und dem Ortsteil Egem besteht.
Pittem liegt 4 km westlich von Tielt, 11 km nordöstlich von Roeselare, 18 km nördlich von Kortrijk, 24 km südlich von Brügge, 32 km westlich von Gent und fast 80 km westlich von Brüssel.
Die nächsten Autobahnabfahrten befinden sich bei Aalter und Beernem im Norden an der A10/E 40, bei Lichtervelde und Ardooie im Westen an der A17 und bei Deinze, Waregem und Kortrijk im Südosten an der A14/E 17. 

Die nächsten Regionalbahnhöfe gibt es in den benachbarten Städten Tielt, Roeselare, Izegem, Aalter und Deinze. In Brügge und Gent halten auch überregional verkehrende Schnellzüge. 

Nahe der Hauptstadt Brüssel befindet sich der nächste internationale Flughafen.
Vom Ortsteil Egem wird über die Sender Egem UKW-Hörfunk sowie DAB+ ausgestrahlt.

## Städtepartnerschaften
Pittem pflegt seit 1984 mit der amerikanischen Stadt Shawnee eine offizielle Städtepartnerschaft. Seither findet ein jährlicher Austausch zwischen den beiden Gemeinden statt.
Mit der französischen Gemeinde La Meyze in der Region Nouvelle-Aquitaine bestehen seit 1981 freundschaftliche Verbindungen. Diese führten dazu, dass die Bürgermeister der beiden Gemeinden am 16. Juli 2000 eine offizielle Städtepartnerschaftsurkunde unterzeichneten, die am 30. Oktober 2000 vom Pittemer Gemeinderat verabschiedet wurde.

## Söhne und Töchter der Gemeinde
- Georgius Cassander (1513–1566), Humanist, Ireniker, Kirchenhistoriker
- Ferdinand Verbiest (1623–1688), Jesuitenmissionar
- Felix de Muelenaere (1793–1862), Politiker und zweiter Premierminister von Belgien
- René Vandenberghe (1887–1958), Radrennfahrer
- Julien Lehouck (1896–1944), Leichtathlet, Geschäftsmann und Widerstandskämpfer
- Marie Louise Habets (1905–1986), Krankenschwester und Ordensfrau
- Gorik Gardeyn (* 1980), Radrennfahrer

## Weblinks

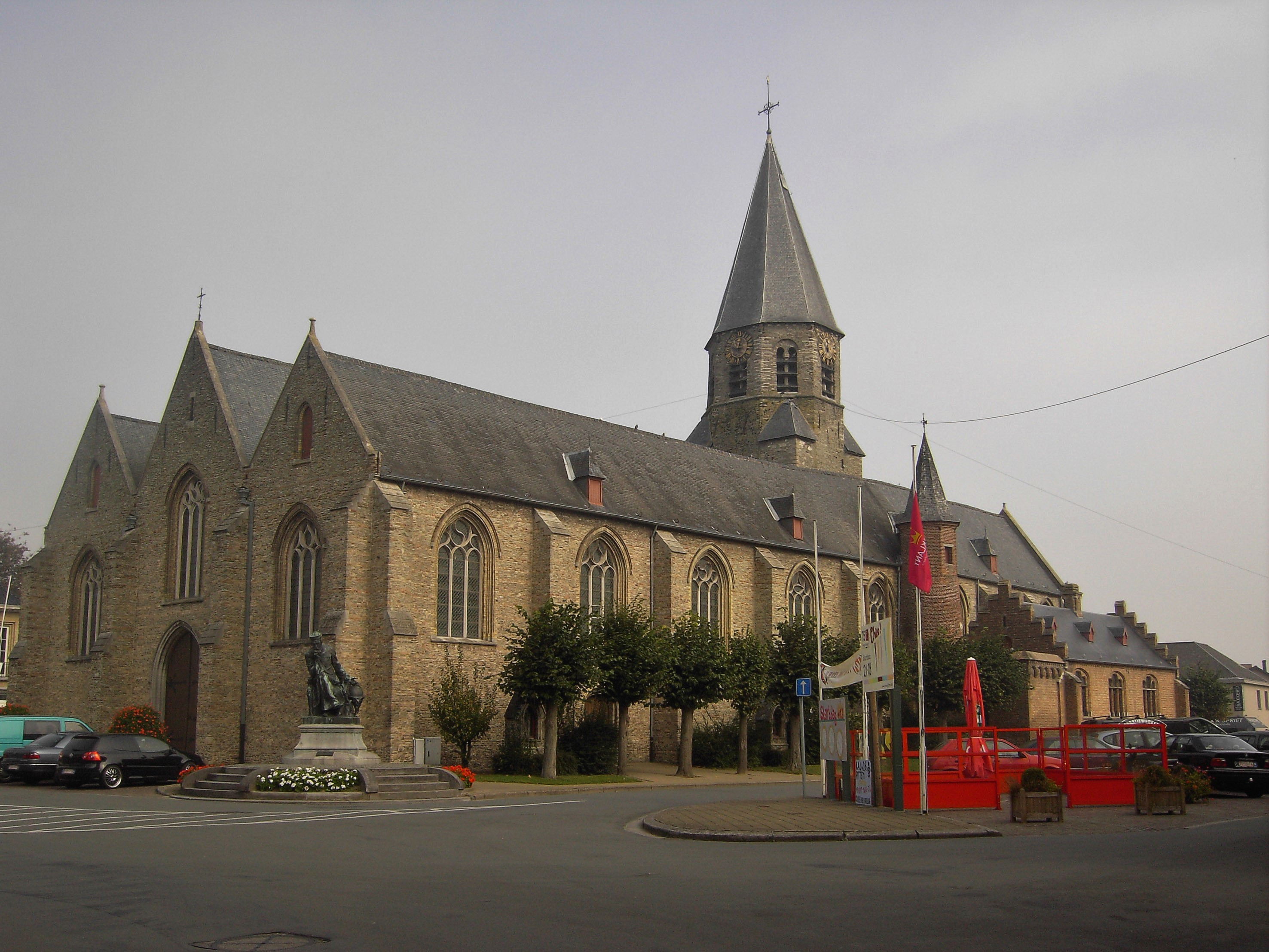
Liebfrauenkirche